# Міллі Вітале
Міллі Вітале (італ. Milly Vitale; 6 травня 1932 — 2 листопада 2006) — італійська акторка.

## Біографія
Справжнє ім'я — Камілла. Батько — відомий диригент Ріккардо Вітале, мати — хореограф, росіянка за походженням — Наташа Східловська. Дебютувала у фільмі режисера Джакомо Джентіломо «Брати Карамазови» (1947). Перший успіх Міллі Вітале принесло виконання ролей — Марії в комедії Луїджі Дзампа «Важкі роки / Anni difficili» (1948) і Медлін Морандо Фой в фільмі Мелвіла Шавелсона «Сім маленьких братів» (1955). Знімалася в Голлівуді. Вийшла заміж за нафтового магната Вінсента Лі Хілайєра, колишнього чоловіка принцеси Ірану Фатіми Пехлеві і в 1960 році переїхала до США. Від цього шлюбу мала двох синів. Після розлучення в 1970 році повернулася до Італії, де незабаром завершила кар'єру в кіно. За 40-річну кінокар'єру виконала ролі в 57-ми фільмах. Пішла з життя в Римі на 75-му році життя.

## Фільмографія
- The Fighting Men (1950)
- Trieste mia! (1951)
- Il Caimano del Piave (1951)
- Il Tenente Giorgio (1952)
- At Sword's Edge (1952)
- The Juggler (1953)
- The Seven Little Foys (1955)
- The Flesh Is Weak (1957)
- Battle of the V-1 (1958)
- Hannibal (1959)